# Iglesia de Nuestra Señora del Olivar (Alacuás)

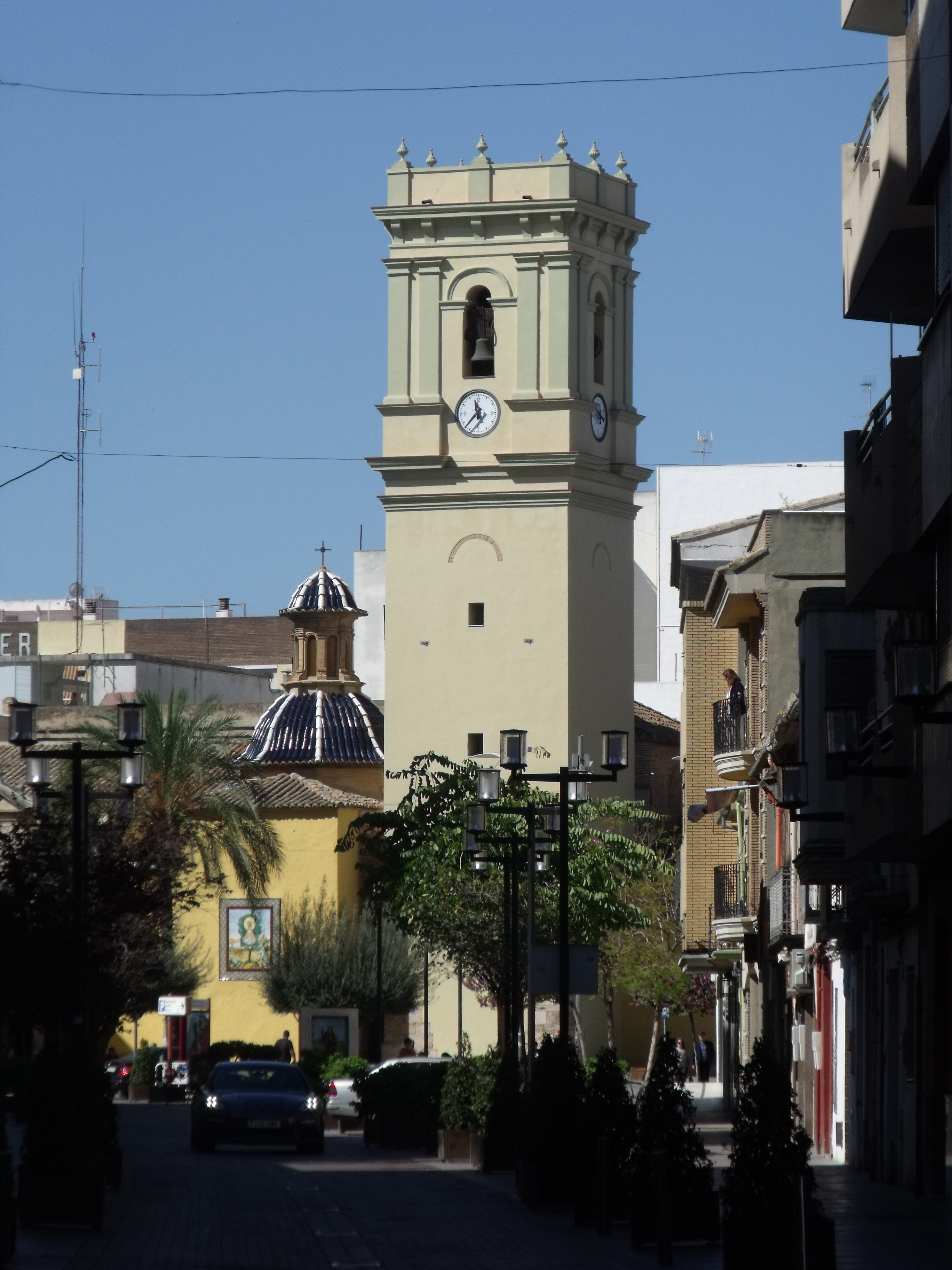
Campanario e iglesia.

La Iglesia parroquial de Nuestra Señora del Olivar es un templo católico situado en la plaza de España, en el municipio de Alacuás. Es Bien de Relevancia Local con identificador número 46.14.005-002.

## Historia
El templo fue en sus inicios la ermita del antiguo Convento de Mínimos, del cual fue superior el beato Gaspar Bono. La primitiva ermita se construyó en el siglo XIV. Hasta el año 1537 fue ocupado por los frailes dominicos y en 1887 fue ocupado por las monjas oblatas. Durante el XVII y XVIII se realizaron en el conjunto importantes reformas.
La tradición local atribuye el origen de la imagen de Nuestra Señora del Olivar a su encuentro por un labrador local, que la habría encontrado mientras trabajaba la tierra, hacia el 1300, cubierta por una campana.
Fue erigida en parroquia el 2 de febrero de 1973.

## Descripción
Es un templo amplio con fachada neoclásica. La puerta es rectangular, con pilastras adosadas. Hay sobre ella un frontón rematado en forma triangular. En la pared hay retablo cerámico alusivo al descubrimiento de la Virgen. El tejado es a doble vertiente. Sobre él destaca la cúpula con faldones, linterna y cupulín.
El campanario es de dos cuerpos, de los que el superior está muy adornado y alberga un reloj.
El interior es espacioso y tiene planta de cruz latina. El coro se apoya sobre un arco escarzano, y ocupa todo el fondo. Bajo del coro hay una capilla dedicada a San Fermín. En los laterales se abren otras capillas: a la derecha se encuentra la del Cristo de la Buena Muerte y el Sagrario, muy decorada y en la hay una lápida mortuoria datada en 1763. Las capillas de la izquierda están dedicadas a la Virgen del Perpetuo Socorro, al beato Gaspar Bono y a San Miguel. El presbiterio es cuadrado y muy amplio. Se levanta sobre gradas y se cubre con bóveda vaída. La imagen de la Virgen se venera en la hornacina del altar neoclásico.

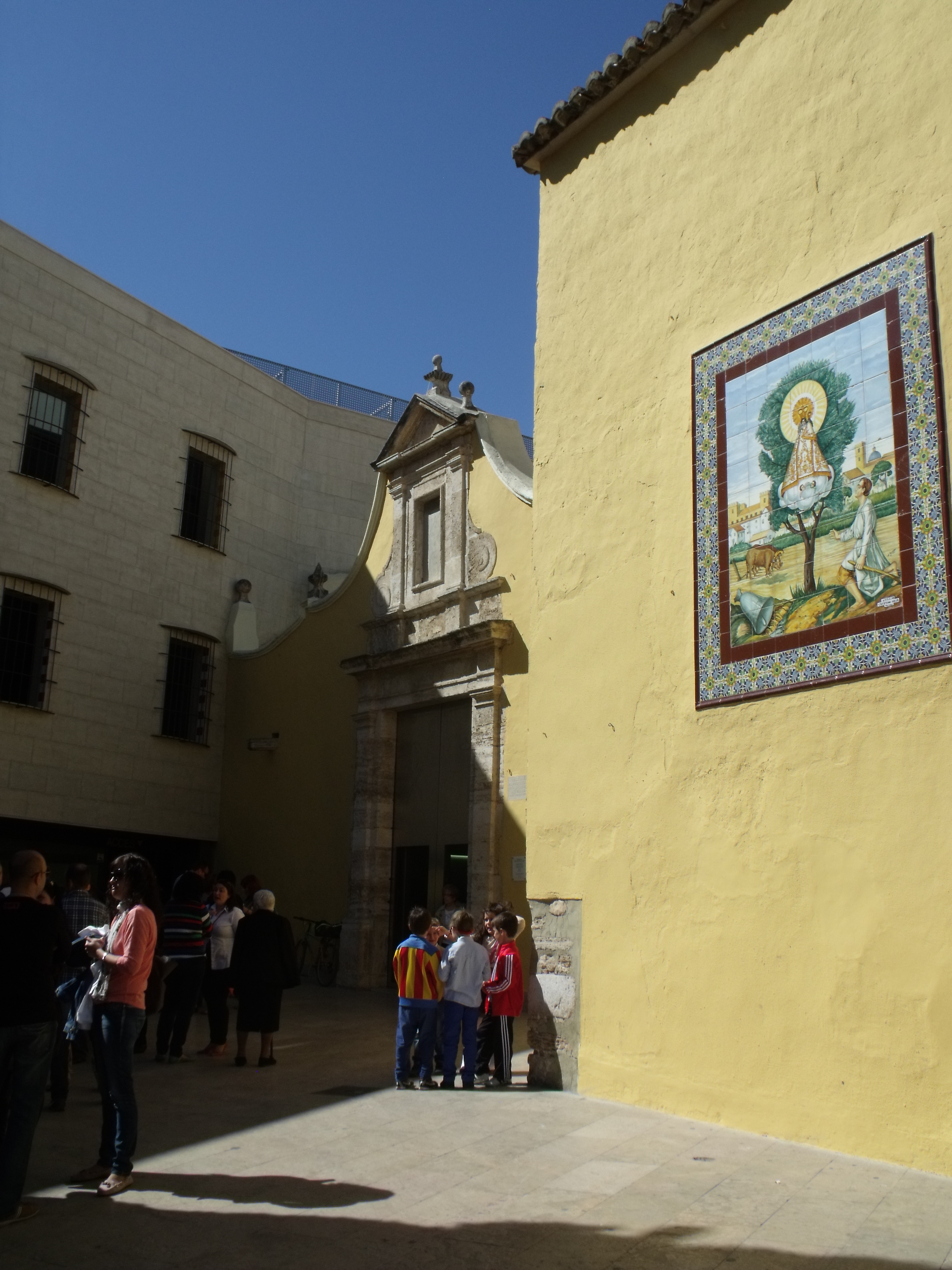
Fachada y retablo.
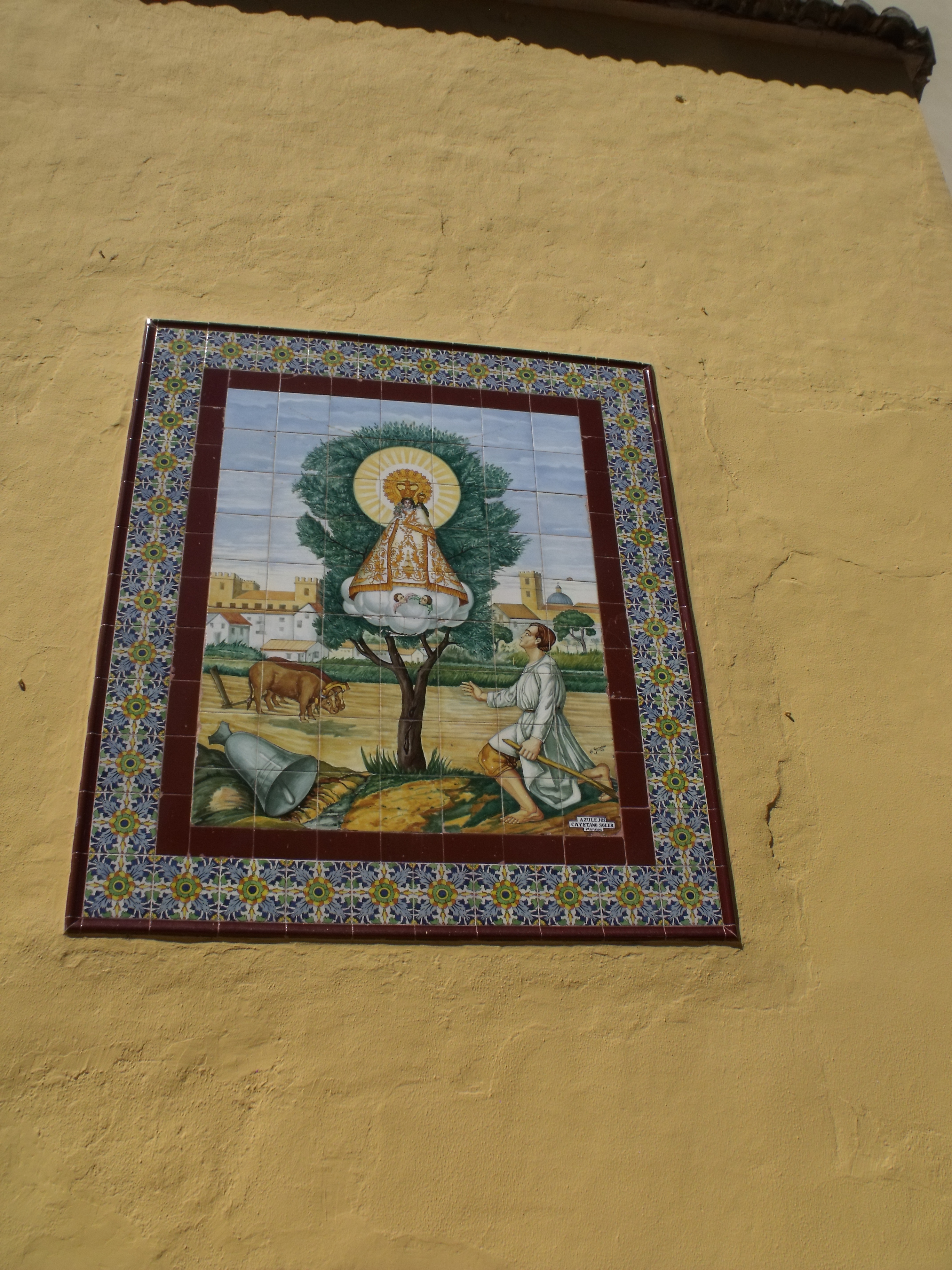
Retablo mostrando el encuentro de la Virgen.
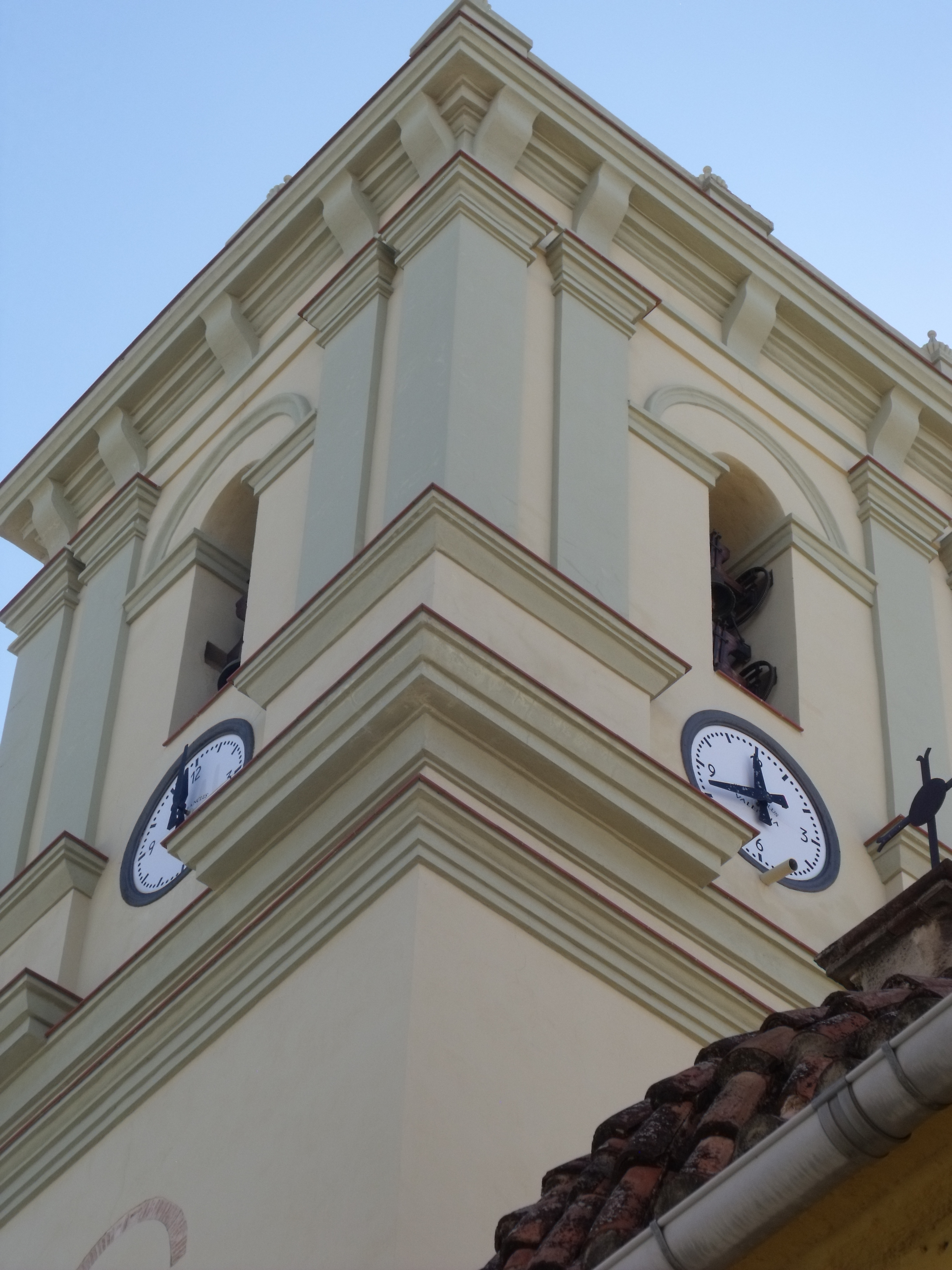
Cuerpo superior del campanario, donde se encuentra el reloj.
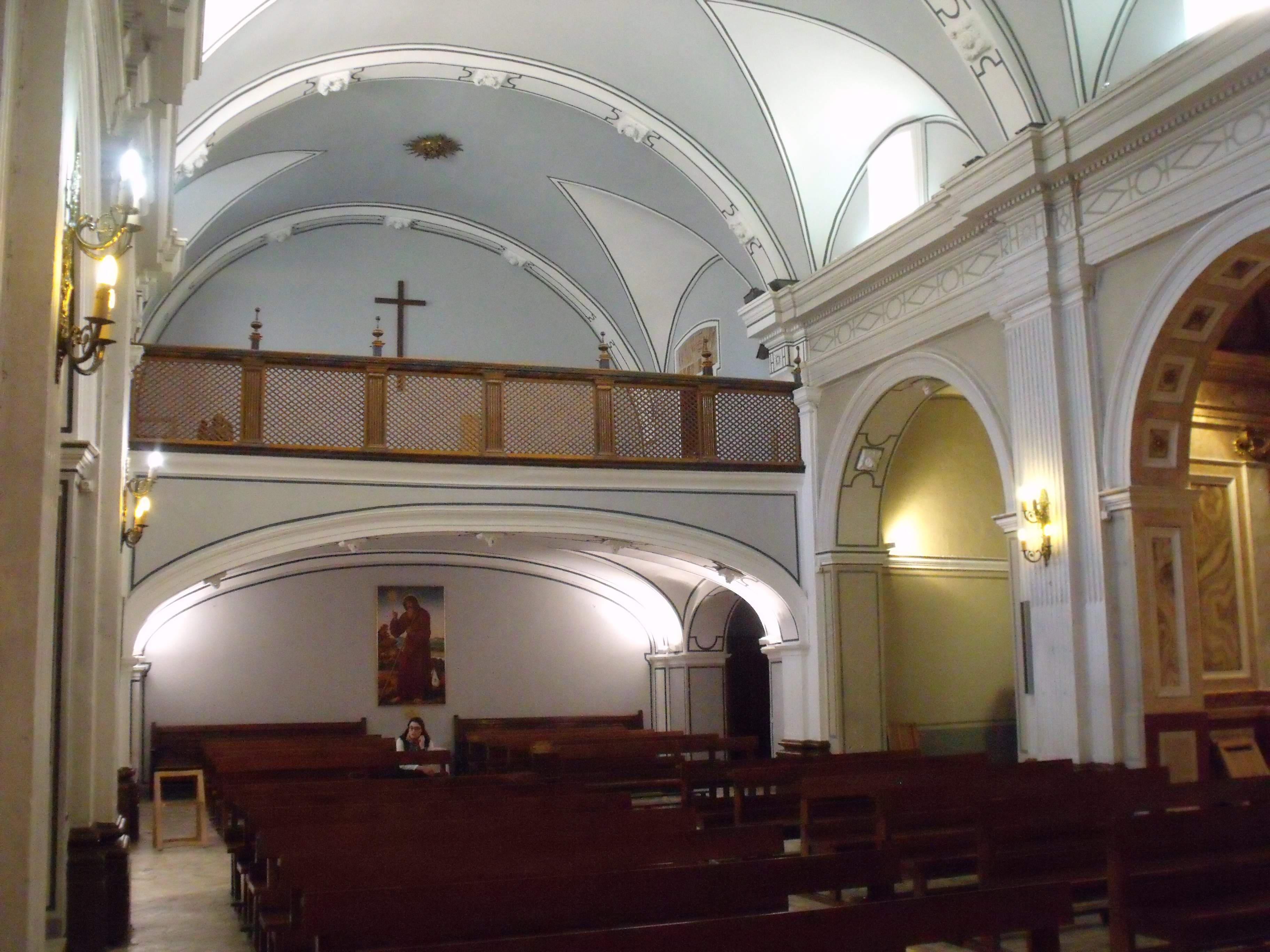
Coro.
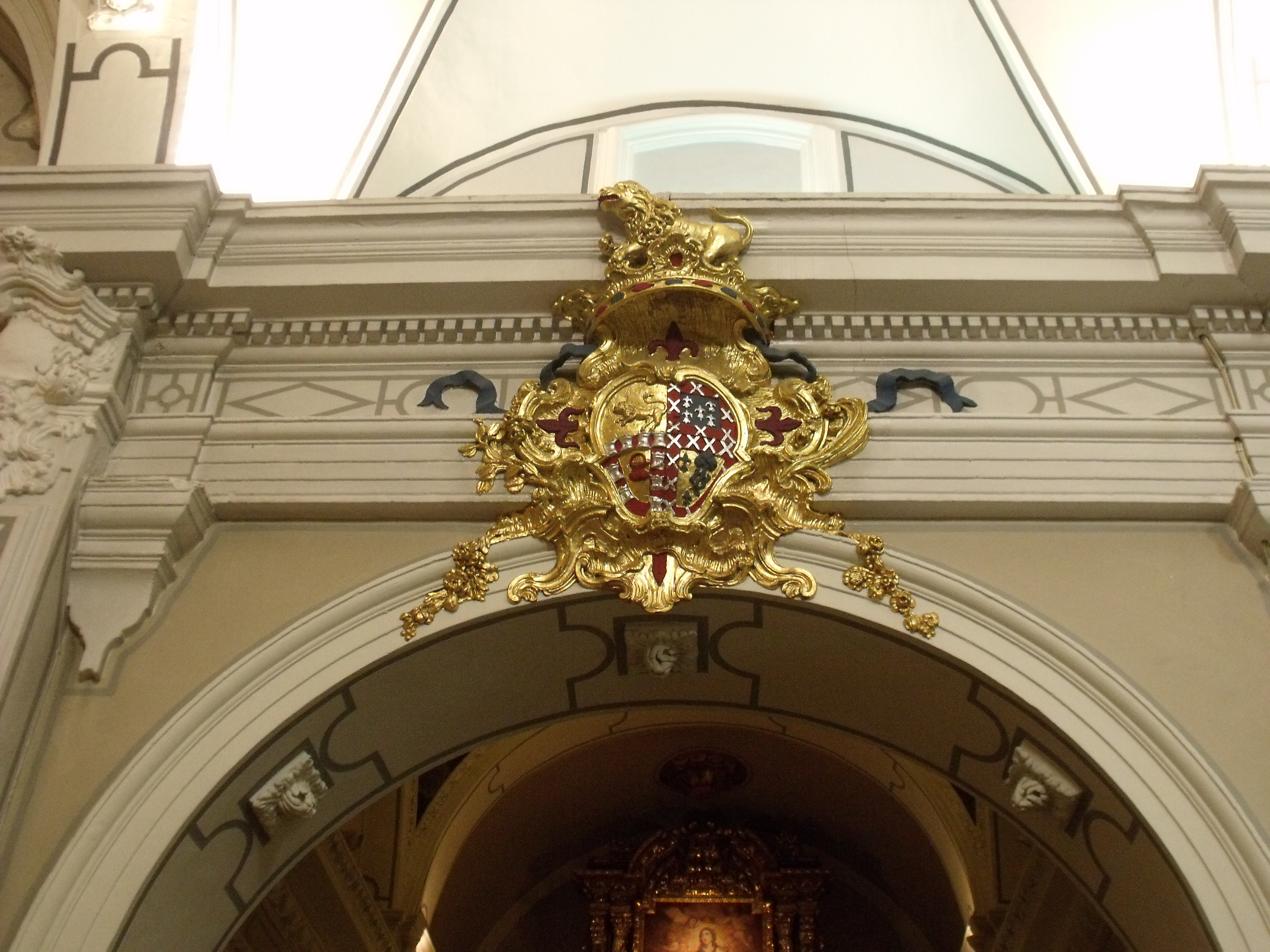
Escudo decorativo, sobre una de las capillas laterales.
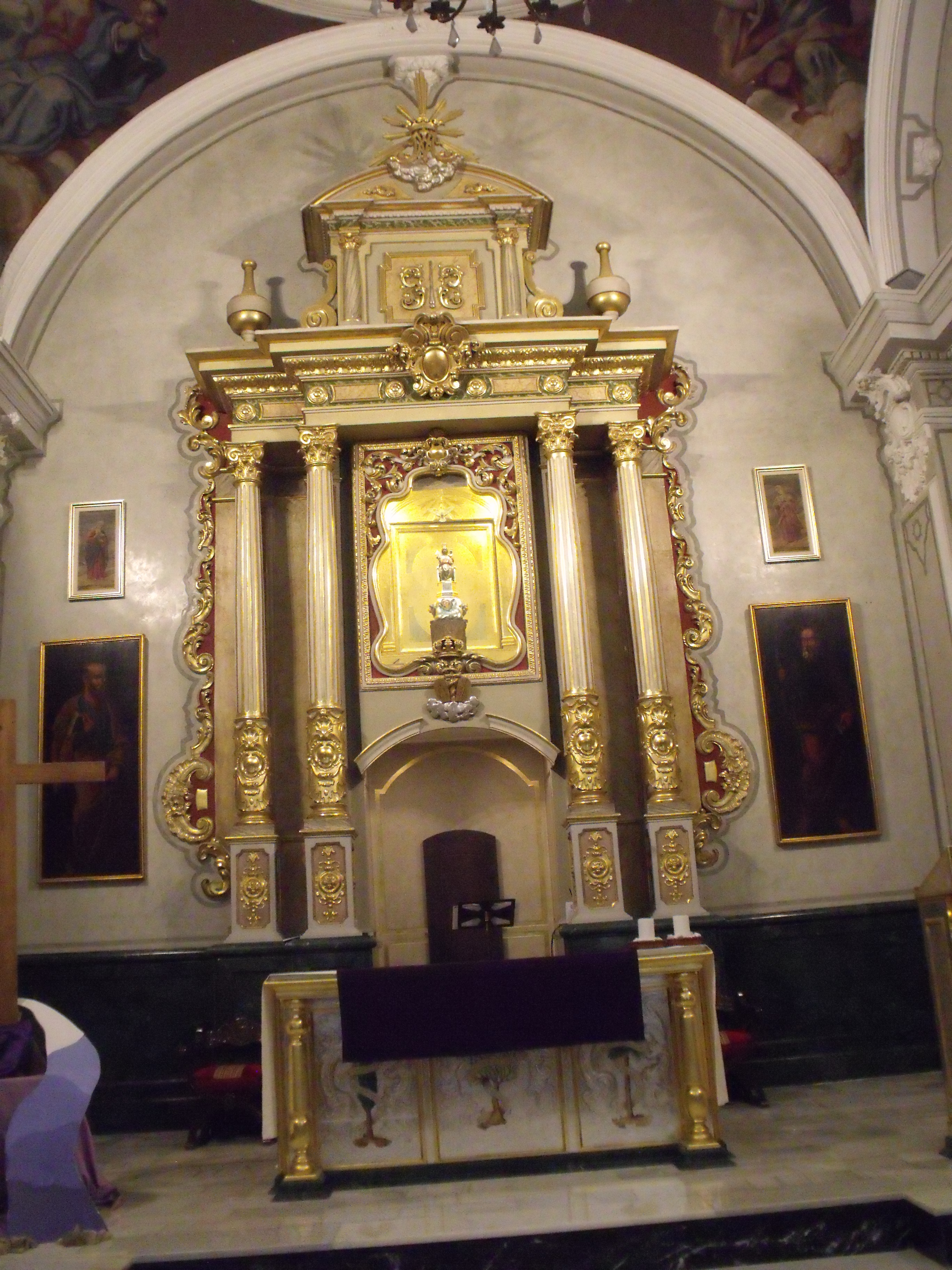
Altar y hornacina con la imagen de la Virgen.